# Fausto Lopo de Carvalho

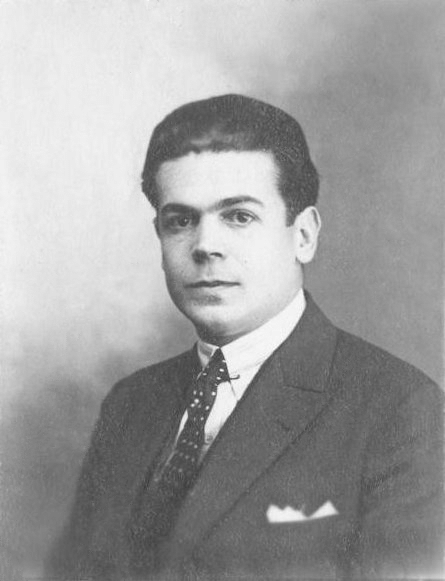
Fausto Lopo de Carvalho

Fausto Lopo Patrício de Carvalho (Guarda, Sé, 15 de Maio de 1890 — Lisboa, Alcântara, 23 de Maio de 1970) foi um médico e professor português.

## Biografia
Filho do tisiologista Lopo José de Figueiredo de Carvalho (Sátão, Sátão, 3 de Maio de 1857 - Guarda, Sé, 6 de Julho de 1922), director do Sanatório Sousa Martins na Guarda, e de sua mulher Leopoldina dos Anjos Ribas Patricio (Guarda, Sé, 12 de Março de 1868 - Guarda, Sé, 29 de Outubro de 1953).
Estudou na Universidade de Coimbra, onde terminou o curso de Medicina, em 1916.
Casou a 14 de Outubro de 1917 com Fernanda de Abreu Caroça (Lisboa, Encarnação, 4 de Junho de 1898 - Lisboa, Alcântara, 1 de Agosto de 1987), com geração.
Iniciou a carreira docente na Faculdade de Medicina daquela Universidade, mas mudar-se-ia para a Faculdade de Medicina da Universidade de Lisboa, em 1927, leccionando a disciplina de Propedêutica Médica.
Em 1931, comunicou à Academia das Ciências de Lisboa os resultados dos trabalhos que o levaram à descoberta da Angiopneumografia, juntamente com Egas Moniz e Almeida Lima. Foi presidente da Comissão Executiva da Assistência Nacional aos Tuberculosos, de 1931 até 1938. A partir de 1934 passou a dirigir a Clínica de Doenças Infecciosas do Hospital Escolar de Santa Marta, nesse tempo pertencente à Faculdade de Medicina de Lisboa, onde se manteve até atingir o limite de idade. Em Maio de 1934 foi eleito sócio correspondente da Academia das Ciências de Lisboa, passando a sócio efectivo em 1956, ocupando a cadeira que ficara vaga com a morte de Egas Moniz. Em 1937 dirigiu a organização do X Congresso da União Internacional contra a Tuberculose, que teve lugar em Lisboa. Foi então eleito presitente dessa União, cargo onde se manteve até 1950. Jubilou-se na Faculdade de Medicina de Lisboa a 15 de Maio de 1960.

## Genealogia
┌── José Dias de Carvalho
┌── José Maria Dias de Carvalho
└── Maria do Carmo
┌── Lopo José de Figueiredo de Carvalho
┌── José Maria Carneiro
└── Mariana Augusta de Figueiredo Carvalho
└── Maria Norberta de Figueiredo
Fausto Lopo Patrício de Carvalho
┌── António Patrício
┌── Francisco António Patrício
└── Maria dos Anjos
└── Leopoldina dos Anjos Ribas Patricio
┌── Simão Ribas
└── Teresa Guilhermina dos Anjos Ribas
└── Maria dos Anjos